# William Watson (scienziato)
William Watson (Londra, 3 aprile 1715 – Londra, 10 maggio 1787) è stato un fisico e botanico britannico.
Come membro della Royal Society di Londra scrisse numerose opere su temi botanici e contribuì a diffondere la classificazione scientifica introdotta da Linneo.
Nel 1745 fu insignito della Medaglia Copley per i suoi meriti alla ricerca scientifica e nel 1772 divenne vicepresidente della Royal Society.

## Studi sull'elettricità
Watson è oggi ricordato soprattutto per i suoi studi sui fenomeni elettrici, ai quali iniziò a dedicarsi nel 1744.
Nel 1746 riuscì ad aumentare la capacità elettrica della bottiglia di Leida, il primo rudimentale tipo di condensatore, rivestendone le pareti interne ed esterne con carta stagnola.
A lui si deve la teoria secondo la quale i due tipi di elettricità vetrosa e resinosa distinti da du Fay non fossero che la manifestazione di eccesso o difetto di uno stesso fluido elettrico.
Nel 1747 dimostrò che una scarica elettrostatica si propagava nel vuoto meglio ancora che attraverso l'aria.
Fu inoltre autore di un celebre esperimento insieme ad altri studiosi nel quale cercò di misurare la velocità dell'elettricità: non riuscendoci giunse alla conclusione che essa fosse troppo veloce per poter essere misurata.

## Opere

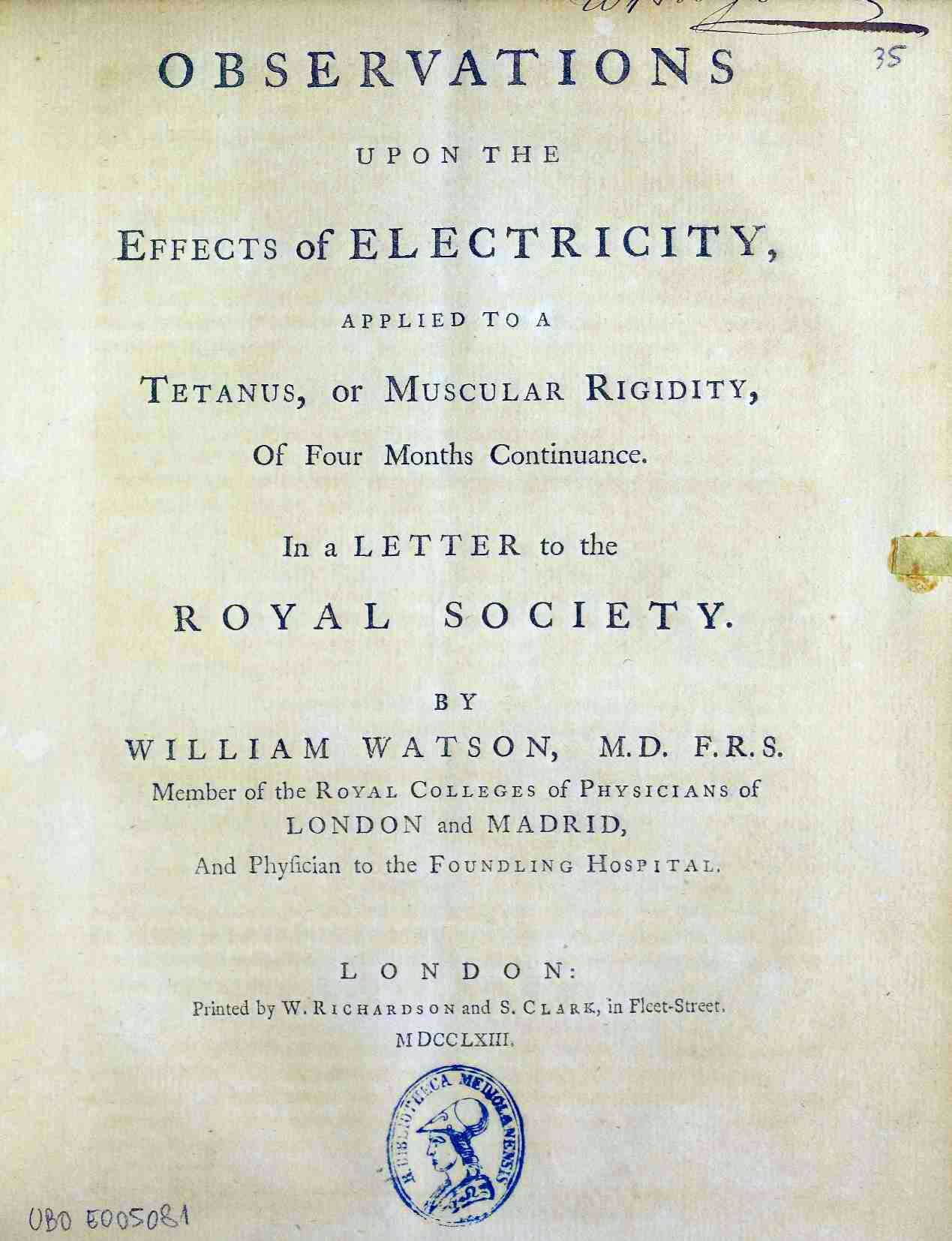
Observations upon the effects of electricity, applied to a tetanus, or muscolar rigidity, of four months continuance, 1763

- Aggiunta d'esperienze e d'osservazioni intorno alla natura ed alle proprietà dell'elettricità, Venezia, Giovanni Battista Pasquali, 1747.
- (EN) Observations upon the effects of electricity, applied to a tetanus, or muscolar rigidity, of four months continuance, London, William Richardson & Samuel Clarke, 1763.